# Brent W. Jett
Pour les articles homonymes, voir Jett (homonymie).
Brent Ward Jett, Jr. est un astronaute américain né le 5 octobre 1958.

## Biographie
Il est né le 5 octobre 1958 à Pontiac, Michigan, mais a grandi à Fort Lauderdale, Floride. Il est marié à Janet Leigh Lyon.

## Vols réalisés
- Endeavour STS-72, lancée le 11 janvier 1996
- Atlantis STS-81, lancée le 12 janvier 1997 : 5e amarrage entre une navette américaine et la station spatiale Mir.
- Endeavour STS-97, lancée le 30 novembre 2000
- Atlantis STS-115, lancée le 9 septembre 2006 : 1re mission d'Atlantis après la catastrophe de Columbia.